# Gelasma submacularia
Gelasma submacularia là một loài bướm đêm trong họ Geometridae.